# Matsqui Island
Matsqui Island är en ö i Kanada.   Den ligger i provinsen British Columbia, i den södra delen av landet, 3 500 km väster om huvudstaden Ottawa. Arean är 9,0 kvadratkilometer.
Omgivningarna runt Matsqui Island är en mosaik av jordbruksmark och naturlig växtlighet. Runt Matsqui Island är det tätbefolkat, med 331 invånare per kvadratkilometer.